# ألبرتو إريرا إي فرانتشي
ألبرتو إريرا إي فرانتشي (بالإسبانية: Alberto Herrera y Franchi)‏ (و. 1874 – 1954 م) هو سياسي، من كوبا، توفي في هافانا، عن عمر يناهز 80 عاماً.